# Видиц, Тея
Тея Видиц (словен. Teja Vidic, род. 1 сентября 1998, Любляна) — словенская шахматистка, международный мастер среди женщин (2020).

## Биография
Играть в шахматы научилась во 2-м классе гимназии «Бежиград» в Любляне. После окончании школы поступила на медицинский факультет Люблянского университета.
Чемпионка Словении 2017 и 2024 гг. Серебряный призёр чемпионата Словении 2016 г. (2—3 места, по дополнительным показателям впереди Л. Унук). Победительница юниорского чемпионата Словении 2012 г. (в категории до 14 лет).
В составе сборной Словении участница двух шахматных олимпиад (2016 и 2018 гг.), двух командных чемпионатов Европы (2017 и 2019 гг.), двух Кубков Митропы (2017 и 2018 гг.), шести юношеских командных чемпионатов Европы (2011—2016 гг.; в категории до 18 лет; в 2014 г. сборная стала победителем соревнования, в 2013 г. завоевала бронзовые медали), онлайн-олимпиады ФИДЕ 2021 г.
В составе клуба "ŽŠK Maribor" участница Кубков европейских клубов 2018 и 2019 гг.
Победительница Австрийской Бундеслиги 2020 г. в составе клуба „SK Baden“.
Участница юношеского чемпионата мира 2015 г. (в категории до 18 лет). Участница юниорского чемпионата мира 2017 г.
Участница личного чемпионата Европы 2018 г.
Участница ряда сильных по составу опен-турниров, в том числе Кубка Рилтона 2018 / 19 гг.
Вместе с подругами по сборной Словении Л. Унук и Л. Янжель ведет шахматный канал на платформе "Twitch".

## Основные спортивные результаты
| Год         | Город                 | Соревнование                                                                  | + | − | = | Результат | Место     |
| ----------- | --------------------- | ----------------------------------------------------------------------------- | - | - | - | --------- | --------- |
| 2008        | Любляна               | Чемпионат Словении                                                            | 0 | 6 | 3 | 1½ из 9   | 23        |
| 2013        | Марибор               | Юношеский командный чемпионат Европы (до 18 лет; сборная Словении, 2-я доска) |   |   |   |           | Команда — |
| 2014        | Яссы                  | Юношеский командный чемпионат Европы (до 18 лет; сборная Словении, ?-я доска) |   |   |   |           | Команда — |
| 2015        | Порто-Карас           | Юношеский чемпионат мира (до 18 лет)                                          |   |   |   |           | [ 19 ]    |
| 2016        | Оточец                | Чемпионат Словении                                                            |   |   |   | 6 из 9    | 2—3       |
|             | Баку                  | XXVII Олимпиада (сборная Словении, 4-я доска)                                 | 3 | 3 | 3 | 4½ из 9   |           |
| 2017        | Балатонсарсо          | Кубок Митропы (сборная Словении, ?-я доска)                                   |   |   |   |           |           |
|             | Марибор               | Чемпионат Словении                                                            |   |   |   |           | 1         |
|             | Крит                  | Командный чемпионат Европы (сборная Словении, ?-я доска)                      | 5 | 0 | 2 | 6 из 7    |           |
|             | Тарвизио              | Юниорский чемпионат мира                                                      | 3 | 4 | 4 | 5 из 11   | [ 21 ]    |
| 2018        | Високе-Татри          | Чемпионат Европы                                                              | 3 | 7 | 1 | 3½ из 11  | [ 22 ]    |
|             | Изола-ди-Капо-Риццуто | Кубок Митропы (сборная Словении, ?-я доска)                                   |   |   |   |           |           |
|             | Батуми                | XXVIII Олимпиада (сборная Словении, запасная)                                 | 3 | 3 | 2 | 4 из 8    |           |
|             | Порто-Карас           | Кубок европейских клубов ("ŽŠK Maribor", ?-я доска)                           | 3 | 3 | 1 | 3½ из 7   |           |
| 2018 / 2019 | Стокгольм             | Кубок Рилтона                                                                 | 1 | 5 | 1 | 1½ из 7   | [ 23 ]    |
| 2019        | Батуми                | Командный чемпионат Европы (сборная Словении, ?-я доска)                      | 5 | 3 | 0 | 5 из 8    |           |
|             | Улцинь                | Кубок европейских клубов ("ŽŠK Maribor", ?-я доска)                           | 2 | 2 | 3 | 3½ из 7   |           |
| 2021        | Будапешт              | Международный турнир FSIM (мужской)                                           | 1 | 5 | 3 | 2½ из 9   | 8—9       |
|             |                       | Онлайн-олимпиада (сборная Словении, ?-я доска)                                |   |   |   |           |           |

## Изменения рейтинга
| Графики недоступны из-за технических проблем. См. информацию на Фабрикаторе и на mediawiki.org. |